# Cyanocorax yucatanicus
Cyanocorax yucatanicus là một loài chim trong họ Corvidae.

## Hình ảnh

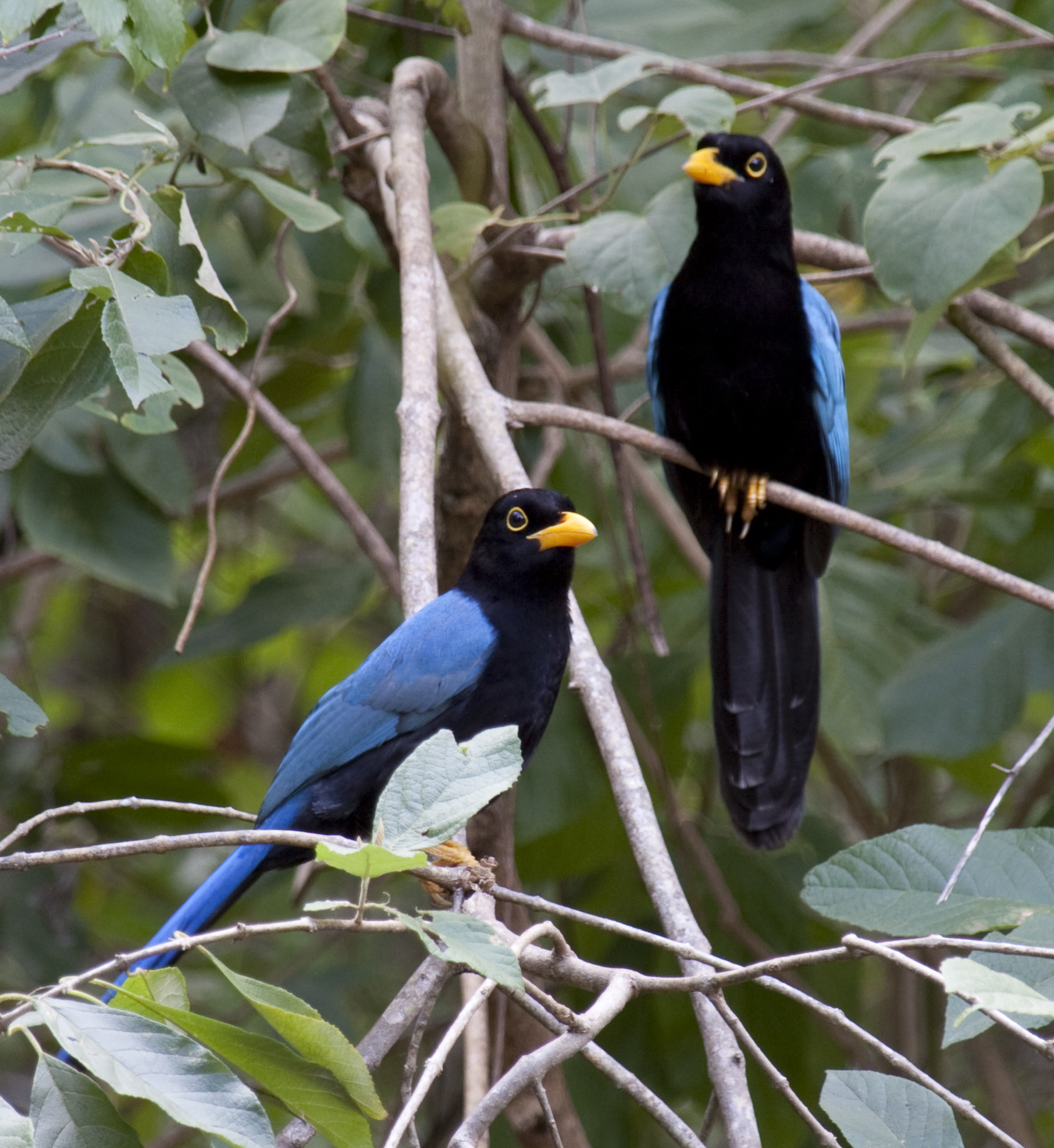
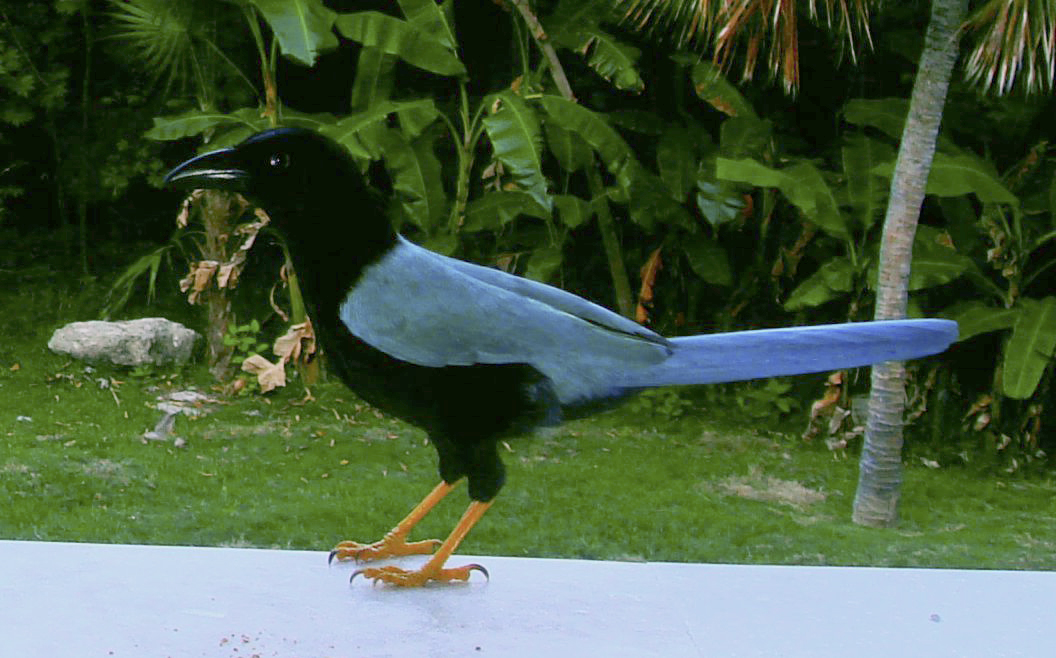
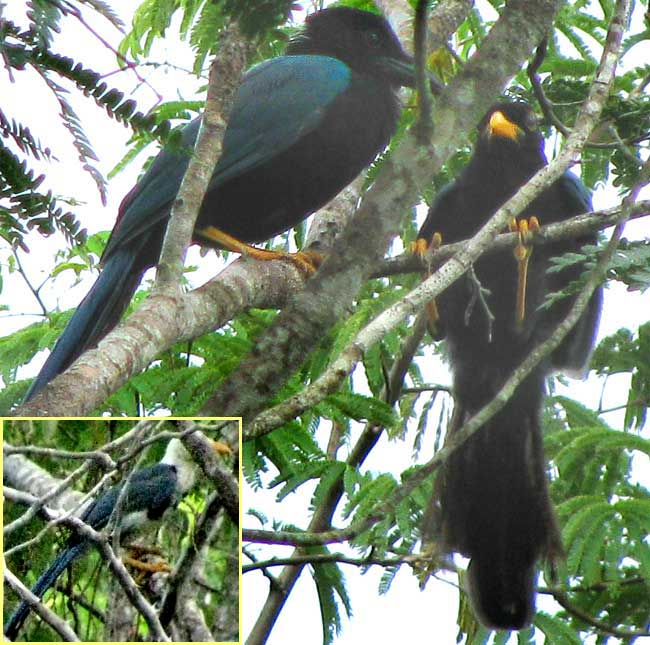
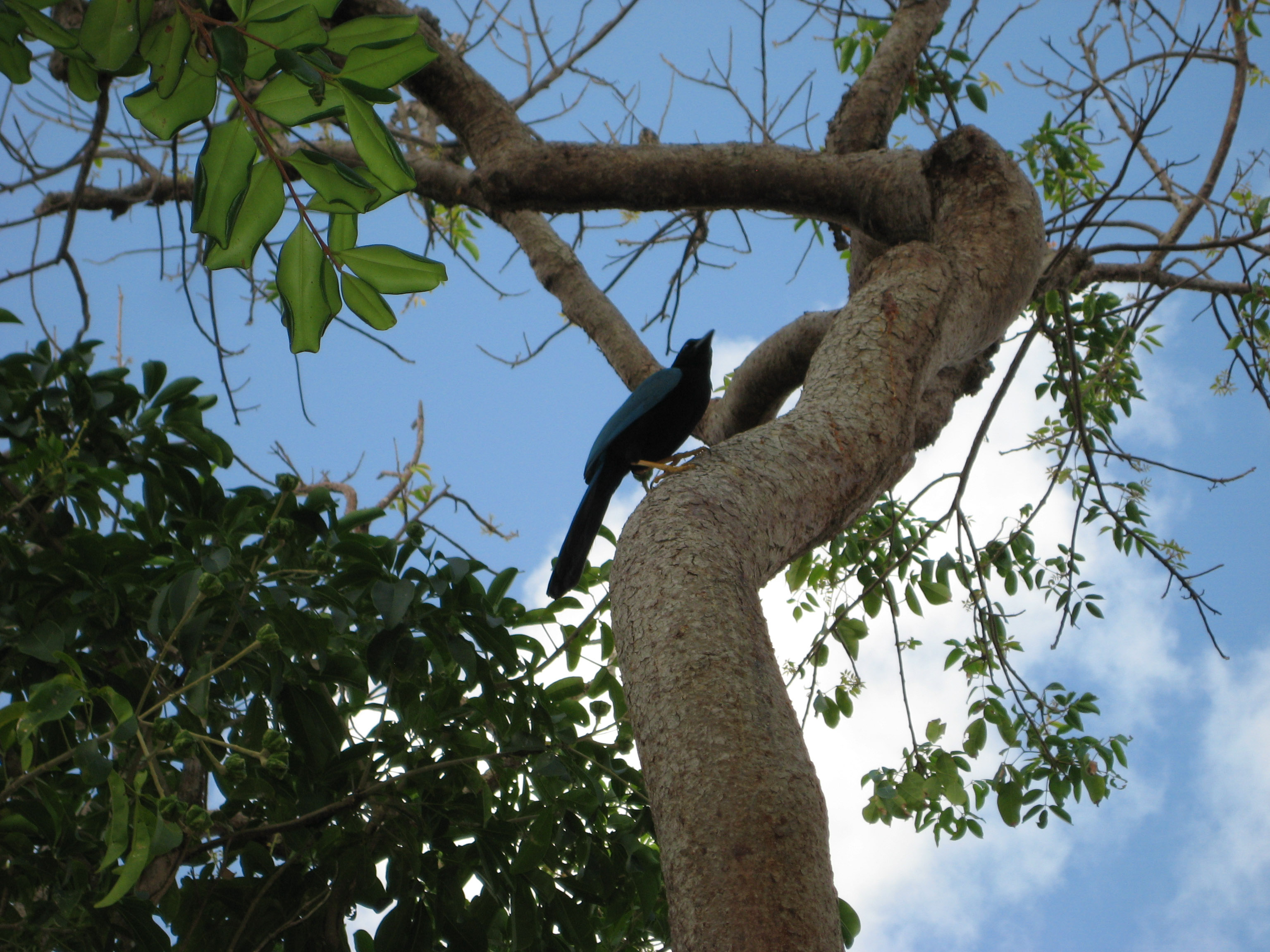